# Новониколаевка (Сумский район)
Новоникола́евка (укр. Новомиколаївка) — село,
Алексеевский сельский совет,
Сумский район,
Сумская область,
Украина.
Код КОАТУУ — 5924780304. Население по переписи 2001 года составляло 133 человека.

## Географическое положение
Село Новониколаевка находится на расстоянии до 2-х км от сёл Водолаги, Владимировка, Алексеевка и посёлок Варачино.
По селу протекает пересыхающий ручей с запрудой.